# Ștefan Petrescu
Ștefan Petrescu (Râmnicu Sărat, 1º luglio 1931 – Drobeta-Turnu Severin, 1993) è stato un tiratore a segno rumeno.

## Palmarès

### Olimpiadi
- 1 medaglia:
  - 1 oro (Melbourne 1956 nella pistola 25 metri automatica)